# Корнхаузер Фрейзер, Александра
Александра Корнхаузер Фрейзер (26 сентября 1926, Virmaše, Шкофья-Лока — 17 мая 2020, Любляна) — словенский химик. Она была профессором химии на факультете естественных и инженерных наук и директором Международного центра химических исследований Люблянского университета, Словения.

## Ранний период жизни
Александра Калеари родилась в богатой семье. У неё было пять братьев и сестёр, её отец владел компанией, которая позже стала компанией Jelovica в Шкофья-Локе. Семья потеряла состояние во время Великой депрессии 1930-х годов, и Александра выросла в относительной бедности. В 1940 году, во время Второй мировой войны, когда ей было пятнадцать лет, она начала руководить молодёжной организацией поддержки партизан. Её отец был заключен в концентрационный лагерь в Бегунье, а семью отправили на принудительные работы, но все они пережили войну. После недолгого преподавания в Камнике и Домжале Александра она поступила в 1948 году в университет, чтобы изучать химию.

## Карьера
Между 1954 и 1980 годами Фрейзер провела обширные исследования алкалоидов и антибиотиков для фармацевтических компаний. После 1980 года она совмещала свои химические исследования с преподаванием и работала научным сотрудником в международных организациях, включая ЕС, ПРООН, ЮНЕСКО, МОТ и Агентство по охране окружающей среды США. В дальнейшем она активно занималась продвижением чистых технологий, а в 1999 году стала первой женщиной-учёным, получившей премию Хонда в Токио за развитие знаний в этой области.
В 1960-х и 1970-х годах она активно занималась политикой, во времена Стане Кавчича занимала должность вице-президента Исполнительного совета Словении, отвечала в нём за здравоохранение, культуру, науку и образование. После трёх лет пребывания в должности она вернулась к академической работе.
За пределами Словении Александра работала с университетами Швейцарии, Великобритании и США, а внутри страны провела более 60 международных семинаров и мастер-классов. Фрейзер была членом Совета Организации Объединённых Наций, Всемирной академии искусств и наук и Европейской академии в Лондоне (с 1988 года), была лауреатом медали Лорана Лавуазье Фармацевтической академии, памятной премии Роберта Брастеда Американского химического общества и других.
Она вела профессиональную деятельность до 90 лет, когда завершила свой срок на посту декана Международной школы последипломного образования имени Йожефа Стефана. В 1997 году она получила премию Зойса за достижения, высшую награду в научной области Словении. Она также была почётным гражданином Любляны.

## Личная жизнь
Фрейзер была замужем дважды. Её первым мужем был Павел Корнхаузер, словенский врач. Её вторым мужем был британский химик Малкольм Фрейзер, профессор химического образования в Университете Восточной Англии и впоследствии исполнительный директор Совета национальных академических премий. Александра использовала фамилии обоих мужей.
Она умерла в мае 2020 года в возрасте 93 лет.